# 코놀핑겐
코놀핑겐(독일어: Konolfingen)은 스위스 베른주의 베른-미텔란트구에 있는 자치체이다.

## 역사
코놀핑겐 마을은 1148년에 '코놀핑겐(Chonolfingen)'으로 처음 언급되었다. 1933년에 기젠슈타인과 슈탈덴이 합병하여 형성된 비교적 새로운 지자체이다.
현재의 시정촌은 비교적 새롭지만 코놀핑겐 마을은 중요한 지역 행정 중심지였다. 키부르크 백작과 후에 베른시에서 코놀핑겐은 지역의 중심지이자 고등 법원이 있는 곳이자 처형장이었다. 원래 이 도시는 크라우히탈 영주가 소유했지만, 1397년 또는 1424년에 그들은 코놀핑겐을 토어베르크 수도원에 기증했다. 1528년 베른은 개신교 종교개혁을 채택하고 수도원의 모든 땅을 세속화했다. 그것은 토어베르크의 영지의 일부가 되었고, 발크링겐과 결합되었다. 단일 법원을 구성했다. 그러나 마을은 1798년 헬베티아 공화국이 수립될 때까지 행정 중심지로 남아 있었다. 1814년 코놀핑겐에 적절한 건물이 없었기 때문에 슬로스빌은 코놀핑겐 지역의 행정 중심지이자 법원이 되었다.
이곳의 역사의 대부분을 통하여 그것은 뮌징엔 교구의 일부였다. 1898년 코놀핑겐에 효도교회가 세워졌고 1911년에 마을이 분리되어 슈탈덴 본당이 형성되었다. 슈탈덴이라는 이름은 1년 동안만 남아있었고, 1912년에는 코놀핑겐 교구로 이름이 바뀌었다. 1967년에 시정촌에 천주교 교회가 세워졌다.
1845-55년의 배수 공사와 1911-1915년의 키젠강 수정 프로젝트가 토지를 개방할 때까지 마을 주변의 많은 땅은 경작하기에 너무 늪이었다. 첫 번째 배수 프로젝트 이후, 교통은 코놀핑겐 근처 지역을 통과하기 시작했다. 1851-56년 사이에 슈탈덴(Stalden) 마을은 아레 계곡 –에멘탈과 부르크도르프- 툰의 중요한 중지 지점에서 성장했다. 도로. 1864년, 베른-랑나우 철도는 코놀핑겐과 슈탈덴 사이의 땅에 역을 건설했다. 1899년에는 부르크도르프-툰 철도가 연결되었다. 편리한 교통 연결로 인해 베르너알펜(Berneralpen) 유제품은 두 마을 사이에 공장을 건설할 수 있었다. 첫 번째 공장은 다른 여러 비즈니스를 마을로 가져오고 성장을 이끌었다. 1933년에 기젠슈타인(코놀핑겐 마을 포함)과 슈탈덴 공동체가 합병하여 코놀핑겐의 시정촌을 형성했다. 새로운 시정촌은 계속 성장했고 1949년에 중등학교가 문을 열었다.

## 지리

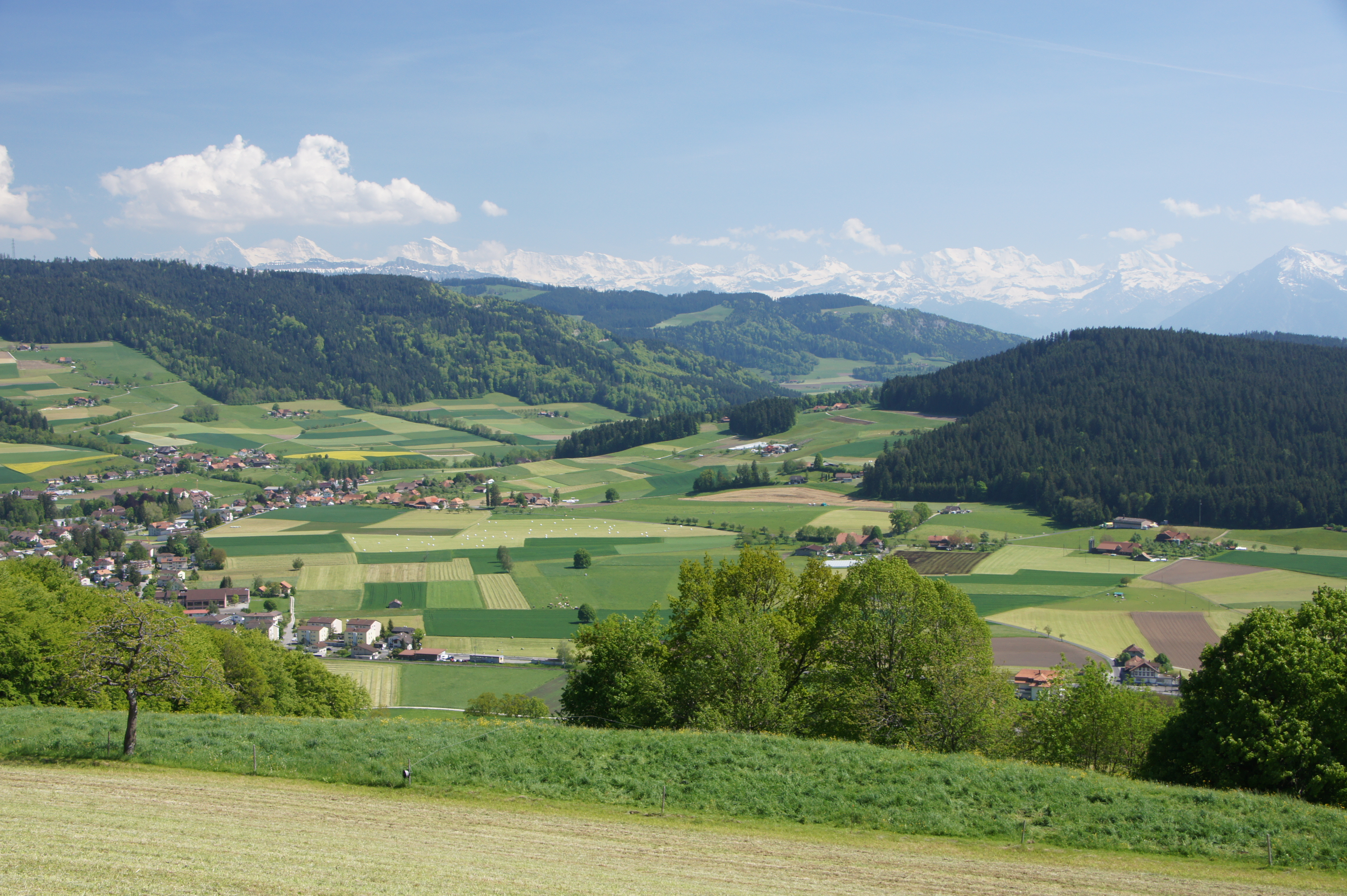
발렌뷔엘 근교의 농장과 마을

코놀핑겐의 면적은 12.77k㎡이다. 이 면적 중 8.48k㎡ (66.3%)가 농업용으로 사용되는 반면 2.44k㎡ (19.1%)는 삼림이다. 나머지 토지 중 1.85k㎡ (14.5%)가 정착(건물 또는 도로), 0.01k㎡ (0.1%)가 강 또는 호수이다.

건축면적 중 주택과 건물이 8.4%, 교통기반시설이 3.8%를 차지했다. 산림을 제외한 모든 산림면적은 울창한 산림으로 덮여 있다. 농경지 중 39.4%는 작물 재배에 사용되며 24.6%는 목초지이며 2.3%는 과수원이나 덩굴 작물에 사용된다. 시정촌의 모든 물은 흐르는 물이다.
650미터 이상의 고도에 위치한 코놀핑겐은 종종 ‘에멘탈의 관문’으로 불린다.
그것은 1933년 기젠슈타인과 슈탈덴 임 에멘탈의 이전 지자체의 합병을 통해 만들어졌다. 시정촌에는 코놀핑겐-도르프의 오래된 마을과 슈탈덴을 연결하는 새로운 마을 센터가 포함된다. 여기에는 기젠슈타인(Gysenstein), 헤롤핑엔(Herolfingen), 휘른베르크(Hürnberg), 우르젤렌(Ursellen), 발렌뷔엘(Ballenbüel) 및 회치겐(Hötschigen)의 농업 마을과 흩어져 있는 개별 농가도 포함된다.
2009년 12월 31일, 수도였던 암츠베치르크 코놀핑겐은 해산되었다. 다음 날 2010년 1월 1일에 새로 설립된 베른-미텔란트구에 합류했다.

## 인구 통계

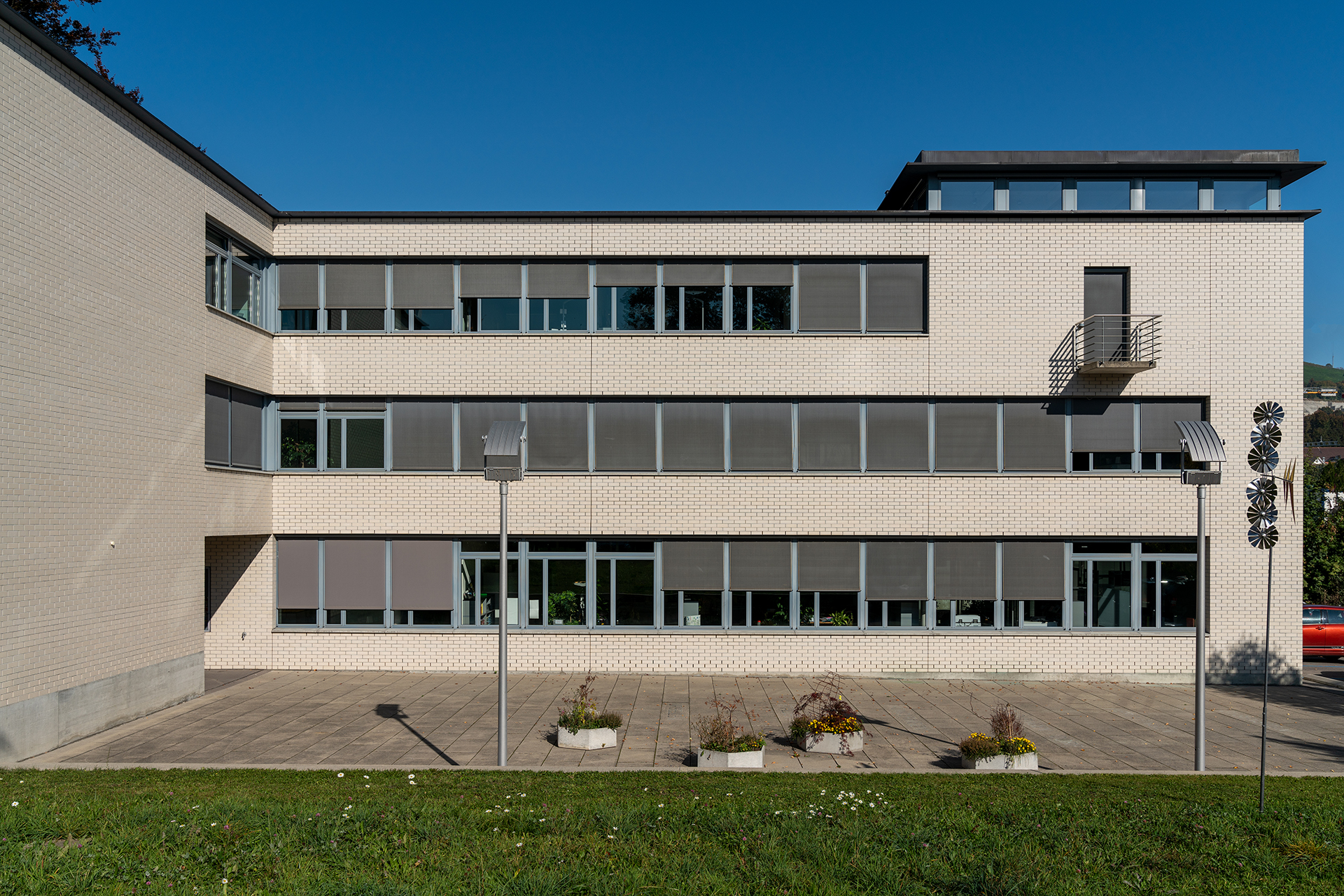
코놀핑겐 시청

2020년 12월 기준, 코놀핑겐의 인구는 5,451명이다. 2010년 기준으로 인구의 8.0%가 거주하는 외국인이다. 지난 10년(2001-2011) 동안 인구는 0.6%의 비율로 변화했다. 이민은 -0.5%, 출생 및 사망은 0%를 차지했다.
2000년 기준, 인구 대부분인 4,281명(92.9%)이 독일어를 모국어로 사용하고, 이탈리아어가 62명(1.3%)으로 두 번째로 많이 사용하고, 알바니아어가 44명(1.0%)로 세 번째로 사용된다. 프랑스어를 할 줄 아는 사람이 22명, 로만슈어를 할 줄 아는 사람이 1명 있다.
2008년 기준으로 인구는 남성 47.6%, 여성 52.4%이다. 인구는 2,061명의 스위스 남성(인구의 43.3%)과 206명(4.3%)의 비스위스계 남성으로 구성되었다. 스위스 여성은 2,323명(48.8%), 비스위스계 여성은 173명(3.6%)이었다. 시정촌 인구 중 1,446명(약 31.4%)이 2000년에 코놀핑겐에서 태어나 그곳에서 살았다. 같은 주에서 태어난 2,113명(45.9%)이 있었고, 스위스 다른 곳에서 태어난 492명(10.7%)이 있었다. 408명(8.9%)이 스위스 이외의 지역에서 태어났다.
2011년 기준으로 아동·청소년(0~19세)이 19.7%, 성인(20~64세)이 60.3%, 노인(64세 이상)이 20.1%를 차지한다.
2000년 기준으로 시구정촌에 미혼이거나 독신인 사람은 1,916명이다. 기혼자는 2,230명, 미망인은 302명, 이혼한 사람은 158명이었다.
2000년 기준 1인 가구는 587가구, 5인 이상 가구는 138가구이다. 2000 년에는 총 1,854가구(전체의 92.5%)가 영구임대되었고, 86가구(4.3%)가 계절적으로, 65가구(3.2%)가 비어있었다.] 2010년 기준 신규주택 건설률은 인구 1000명당 0.4세대였다. 2011년 시정촌 공실률은 0.71%였다.
역사적 인구는 다음 차트에 나와 있다.

### 종교
2000년 인구 조사에 따르면 3,440명(74.7%)이 스위스 개혁 교회에 속했고 458명(9.9%)이 로마 가톨릭 신자였다. 나머지 인구 중 정교회 교인은 29명(인구의 약 0.63%), 천주교 교인은 2명(인구의 약 0.04%), 393명이었다. 다른 기독교 교회에 속한 개인(또는 인구의 약 8.53%). 1명의 유대인이 있었고, 139명(인구의 약 3.02%)이 이슬람교도였다. 불교도 1명, 힌두교 36명, 다른 교회에 속한 2인이 있었다. 157명(3.41%)이 교회에 속하지 않고 불가지론자 또는 무신론자이며, 143명(인구의 약 3.10%)이 질문에 대답하지 않았다.

## 경제
2011년 현재 코놀핑겐의 실업률은 1.33%이다. 2008년 기준으로 시정촌에 고용된 사람은 총 2,510명이다. 이 중 1차 경제 부문에 212명이 고용되었고, 이 부문에 약 71개 기업이 참여했다. 881명이 2차 부문에 고용되었고, 이 부문에 48개의 기업이 있었다. 1,417명이 3차 부문에 고용되었으며, 이 부문에는 142개의 기업이 있다. 시정촌 주민은 2,422명으로 일정 정도 고용되었으며, 그중 여성이 전체 노동력의 43.8%를 차지하였다.
2008년에는 총 2,061개의 정규직 또는 상응한 일자리가 있었다. 1차 부문의 일자리 수는 128개였으며, 모두 농업에 있었다. 2차 부문의 일자리 수는 827개였으며, 그중 565개(68.3%)가 제조업에, 262개(31.7%)가 건설에 종사했다. 3차 부문의 일자리는 1,106개였다. 3차 부문에서; 275개(24.9%)는 도소매 판매 또는 자동차 수리, 42개(3.8%)는 상품 이동 및 보관, 108개(9.8%)는 호텔 또는 레스토랑, 67개(6.1%)는 보험 또는 금융업이었다. 산업, 351개(31.7%)는 기술 전문가 또는 과학자, 52개(4.7%)는 교육, 130개(11.8%)는 의료 분야에 있었다.
2000년 기준 자치단체로 통근하는 근로자는 1,398명, 출퇴근자는 1,456명이었다. 지자체는 근로자의 순수출 지자체이며, 1명이 전입할 때, 약 1.0명의 근로자가 지자체를 전출했다. 근로 인구의 24.3%가 대중교통을 이용하여 출퇴근하고, 43.5%가 자가용을 이용하였다.

## 교육
코놀핑겐에서는 인구의 약 1,901명(41.3%)이 비필수 고등교육을 이수했으며, 519명(11.3%)이 추가 고등교육(대학 또는 응용학문대학)을 이수했다. 고등교육을 이수한 519명 중 72.1%가 스위스 남성, 19.3%가 스위스 여성, 4.8%가 비스위스계 남성, 3.9%가 비스위스계 여성이었다.
베른주의 학교 시스템은 1년의 의무 없는 유치원, 6년의 초등학교를 제공한다. 이후 3년 동안의 의무적 중학교 과정을 거쳐 학생을 능력과 적성에 따라 구분한다. 중학교 이하 학생들은 추가 교육을 받거나 견습과정에 들어갈 수 있다.
2010-11학년도 동안 코놀핑겐의 수업에 총 534명의 학생이 참석했다. 시정촌에는 총 74명의 학생이 있는 3개의 유치원 수업이 있었다. 유치원생 중 14.9%는 스위스의 영주권 또는 임시 거주자(시민권 아님)였으며 4.1%는 교실 언어와 다른 모국어를 사용한다. 지자체에는 17개의 초등 학급과 275명의 학생이 있었다. 초등학생 중 13.5%는 스위스의 영주권 또는 임시 거주자(시민권 아님)였으며 1.1%는 교실 언어와 다른 모국어를 사용한다. 같은 해에 총 185명의 학생이 있는 10개의 중등 학급이 있었다. 스위스의 영주권 또는 임시 거주자(시민이 아님)인 9.2%와 교실 언어와 다른 모국어를 사용하는 1.1%가 있었다.
2000년 현재 코놀핑겐에는 다른 지자체에서 온 139명의 학생이 있었고, 112명의 거주자는 지자체 외부의 학교에 다녔다.
코놀핑겐에는 코놀핑겐 도서관이 있다. 도서관은 (2008년 현재) 12,908권의 책 또는 기타 매체를 보유하고 있으며 같은 해에 43,477권을 대출했다. 그해에는 주당 평균 13시간씩 총 320일을 열었다.

## 교통

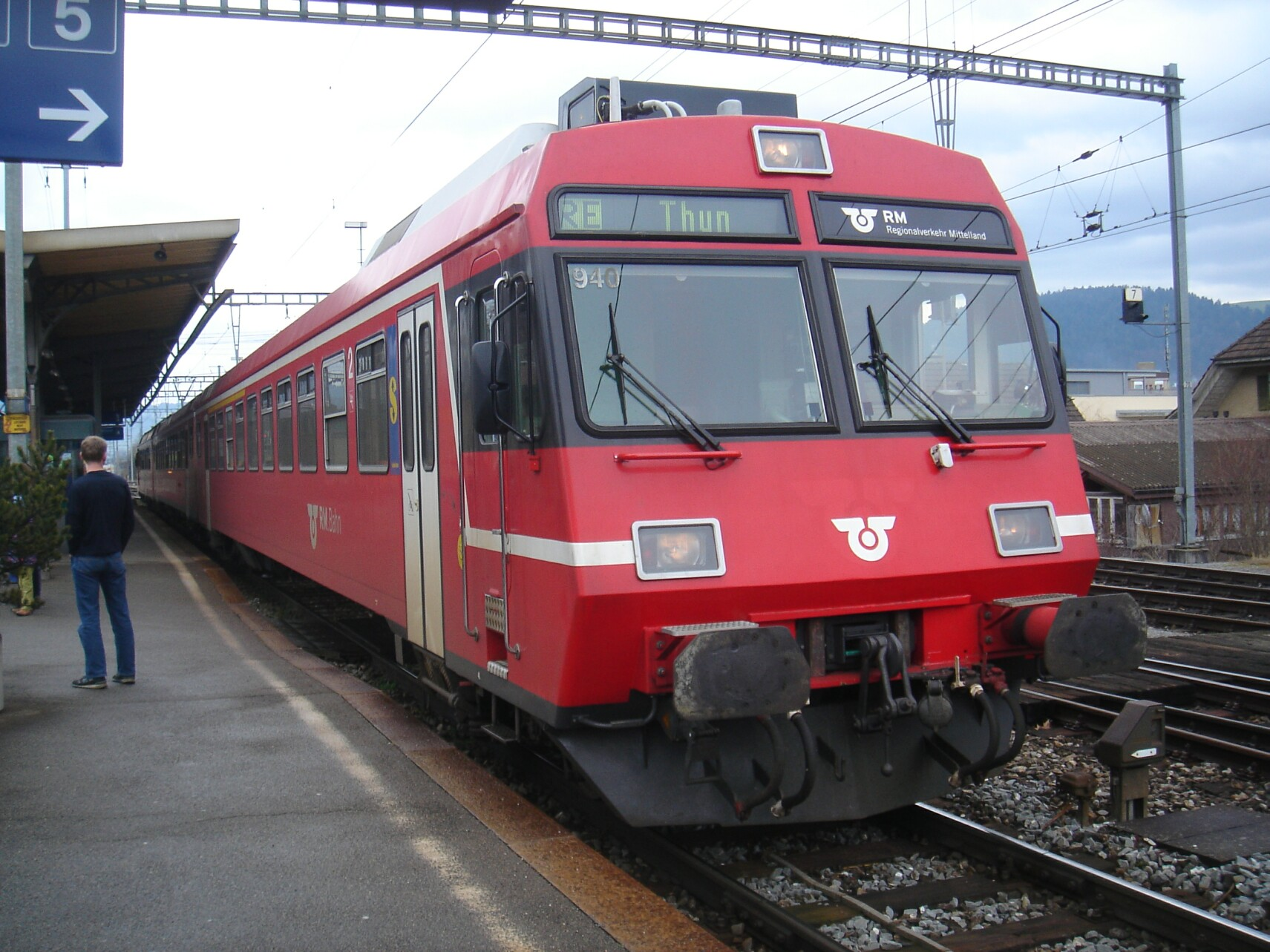
코놀핑겐역의 툰행 열차, 2007년

지자체에는 코놀핑겐역과 슈탈덴 임 에멘탈(Stalden im Emmental)이라는 두 개의 기차역이 있다. 전자는 베른-루체른 및 부르크도르프-툰선의 교차점에 위치하며, 슈탈덴 임 에멘탈은 부르크도르프-툰선의 코놀핑겐 바로 남쪽에 있다.